# 5-ヒドロキシウラシル
5-ヒドロキシウラシル（英語: 5-hydroxyuracil）は、シトシンの酸化型で、活性酸素種によるシトシンの酸化的脱アミノ化によって生成する。これはDNA分子を歪めることはなく、複製DNAポリメラーゼによってバイパスされる。アデニンをミスコードする可能性があり、変異原性の可能性がある。